# Mieczniki (Niemcza)
Mieczniki – część miasta Niemcza w województwie dolnośląskim, w powiecie dzierżoniowskim.